# Мировые рекорды в комбинированной эстафете 4 × 50 м
В этой статье представлена хронология мировых рекордов в комбинированной эстафете 4×50 метров, установленных  мужскими, женскими и смешанными квартетами в коротких (25 м) бассейнах. 
Эта статья включает в себя прогрессию мирового рекорда и показывает хронологическую историю мировых рекордов в комбинированной эстафете 4×50 метров у мужчин в 25-метровом бассейне. Комбинированная эстафета 4×50 метров — это эстафета, в которой каждый из четырех пловцов команды последовательно проплывает свой 50-метровый отрезок определённым стилем в следующей последовательности:
1. На спине (старт производится из воды)
2. Брассом
3.Баттерфляем
4.Вольным стилем
Пловец, стартовавший на первом этапе эстафеты, за исключением смешанных эстафет, может заявить о попытке установить рекорд мира или юношеский рекорд мира. Если он закончит свой этап в рекордное время в соответствии с правилами прохождения этой дистанции, то его результат не может быть аннулирован из-за последующей дисквалификации эстафетной команды за нарушения, совершенные после окончания пловцом дистанции.
Мировые рекорды ратифицируется и регламентируются в соответствии с правилами ФИНА.

## Мужчины
| Номер | Время   |    | Имя                                                                                             | Национальность | Дата                | Соревнование     | Место               | Прим.       |
| ----- | ------- | -- | ----------------------------------------------------------------------------------------------- | -------------- | ------------------- | ---------------- | ------------------- | ----------- |
| 1     | 1:50.07 |    | Кертис Госс Блейн Николс Кайл Джонсон Тэйнер Куртц                                              | США            | 26 сентября 2013 г. | IU Fall Frenzy   | Блумингтон, США     | [ 3 ]       |
| 2     | 1:33.65 | к  | Никколо Бонакки(23.95) Франческо Ди Лечче(26.10) Пьеро Кодиа(22.68) Лука Дотто(20.92)           | Италия         | 12 декабря 2013 г.  | Чемпионат Европы | Хернинг, Дания      | [ 4 ]       |
| 3     | 1:32.38 | #  | Виталий Мельников(23.72) Олег Костин(26.18) Никита Коновалов(21.92) Владимир Морозов(20.56)     | Россия         | 12 декабря 2013 г.  | Чемпионат Европы | Хернинг, Дания      | [ 6 ]       |
| 4     | 1:32.83 |    | Стефано Пиццамильо(23.74) Франческо Ди Лечче(26.07) Пьеро Кодиа(22.59) Марко Орси(20.43)        | Италия         | 12 декабря 2013 г.  | Чемпионат Европы | Хернинг, Дания      | [ 6 ]       |
| 5     | 1:32.78 | пз | Станислав Донец (23.73) Сергей Гейбель (25.96) Александр Попков (22.47) Евгений Седов (20.62)   | Россия         | 4 декабря 2014 г.   | Чемпионат мира   | Доха, Катар         | [ 7 ] [ 8 ] |
| 6     | 1:30.51 |    | Гильерме Гвидо(23.42) Фелипе Франса Силва(25.33) Николас Сантос(21.68) Сезар Сьелу(20.08)       | Бразилия       | 4 декабря 2014 г.   | Чемпионат мира   | Доха, Катар         | [ 9 ]       |
| 7     | 1:30.44 |    | Климент Колесников(22.83) Кирилл Пригода(25.26) Александр Попков(22.11) Владимир Морозов(20.24) | Россия         | 17 декабря 2017 г.  | Чемпионат Европы | Копенгаген, Дания   | [ 10 ]      |
| 8     | 1:30.14 |    | Микеле Ламберти(22.62) Николо Мартиненги (25.14) Марко Орси(22.17) Лоренцо Цаццери (20.21)      | Италия         | 3 ноября 2021 г.    | Чемпионат Европы | Казань , Россия     | [ 11 ]      |
| 9     | 1:29.72 |    | Лоренцо Мора (22.65) Николо Мартиненги (24.95) Маттео Риволта (21.60) Леонардо Деплано (20.52)  | Италия         | 17 декабря 2022     | Чемпионат мира   | Мельбурн, Австралия |             |

Примечания: # — рекорд ожидает ратификации в FINA;  
Рекорды в стадиях: к — квалификация; пф — полуфинал;  б — финал Б;  зв — заплыв на время.

## Женщины
| Номер | Время   |    | Имя                                                                                               | Национальность                  | Дата             | Соревнование     | Место              | Прим.         |
| ----- | ------- | -- | ------------------------------------------------------------------------------------------------- | ------------------------------- | ---------------- | ---------------- | ------------------ | ------------- |
| 1     | 2:04.34 |    | Грейс Паджет Хизер Хейс Бейли Пресси Маделон Уэбб                                                 | США Университет Индианы Хузиерс | 26 сентября 2013 | IU Fall Frenzy   | США Блумингтон     | [ 13 ] [ 14 ] |
| 2     | 1:45.92 | пз | Мие Нильсен (27.00) Рикке Мёллер Педерсен (29.73) Жанетт Оттесен (25.25) Пернилле Блюме (23.94)   | Дания                           | 15 декабря 2013  | Чемпионат Европы | Дания Хернинг      | [ 15 ]        |
| 3     | 1:44.67 | #  | Дарья Устинова (27.57) Юлия Ефимова (28.30) Светлана Чимрова (25.15) Розалия Насретдинова (23.65) | Россия                          | 15 декабря 2013  | Чемпионат Европы | Дания Хернинг      | [ 17 ]        |
| 4     | 1:44.81 |    | Мие Нильсен(26.47) Рикке Мёллер Педерсен (29.73) Жанетт Оттесен (24.59) Пернилле Блюме (24.02)    | Дания                           | 15 декабря 2013  | Чемпионат Европы | Дания Хернинг      | [ 18 ]        |
| 5     | 1:44.04 |    | Мие Нильсен (26.39) Рикке Мёллер Педерсен (29.56) Жанетт Оттесен (24.09) Пернилле Блюме (24.00)   | Дания                           | 5 декабря 2014   | Чемпионат мира   | Катар Доха         | [ 19 ]        |
| 6     | 1:43.27 |    | Али ДеЛуф (26.12) Лилли Кинг (28.78) Келси Уоррелл (24.44) Катрина Конопка (23.93)                | США                             | 7 декабря 2016   | Чемпионат мира   | Канада Виндзор     | [ 20 ]        |
| 7     | 1:42.38 |    | Оливия Смолига (25.97) Кэти Мейли (29.29) Келси Далия (24.02) Мэллори Комерфорд (23.10)           | США                             | 12 декабря 2018  | Чемпионат мира   | Китай Ханчжоу      | [ 21 ]        |
| 8     | 1:42.38 | =  | Луиза Ханссон (25.91) Софи Ханссон (29.07) Сара Шёстрём (23.96) Мишель Колеман (23.44)            | Швеция                          | 17 декабря 2021  | Чемпионат мира   | ОАЭ Абу-Даби       | [ 22 ]        |
| 9     | 1:42.35 |    | Молли О'Каллаган (25.49) Челси Ходжес (29.11) Эмма Маккеон (24.43) Мэдисон Уилсон (23.32)         | Австралия                       | 17 декабря 2022  | Чемпионат мира   | Австралия Мельбурн | [ 23 ]        |

Примечания: # — рекорд ожидает ратификации в FINA;  
Рекорды в стадиях: к — квалификация; пф — полуфинал;  б — финал Б;  зв — заплыв на время.

## Смешанные эстафеты
| Номер | Время   |    | Имя                                                                                              | Национальность                  | Дата             | Соревнование     | Место                 | Прим.         |
| ----- | ------- | -- | ------------------------------------------------------------------------------------------------ | ------------------------------- | ---------------- | ---------------- | --------------------- | ------------- |
| 1     | 1:49.87 |    | Джеймс Уэллс Коди Миллер Джиа Дейлсандро Оливия Баркер                                           | США Университет Индианы Хузиерс | 26 сентября 2013 | IU Fall Frenzy   | США Блумингтон        | [ 13 ] [ 14 ] |
| 2     | 1:47.61 |    | Дастин Роудс (25.54) Эндрю Марциняк (27.68) Хейли Гордон (27.81) Оливия Кабачински (26.58)       | США Университет Айовы           | 28 сентября 2013 | Водный карнавал  | США Анн-Арбор         | [ 24 ]        |
| 3     | 1:41.70 |    | Сергей Маков (23.98) Андрей Гречин (26.90) Дарья Цветкова (25.97) Екатерина Боровикова (24.85)   | Россия                          | 12 октября 2013  | Кубок мира       | Россия Москва         | [ 25 ]        |
| 4     | 1:39.54 |    | Жереми Стравиус (23.15) Джакомо Перес Дортона (26.41) Мелани Эник (25.45) Анна Сантаман (24.53)  | Франция                         | 20 октября 2013  | Кубок мира       | Катар Доха            | [ 26 ]        |
| 5     | 1:39.08 | пз | Бобби Херли (23.81) Кристиан Шпренгер (26.07) Алисия Куттс (25.57) Кейт Кэмпбелл (23.63)         | Австралия                       | 5 ноября 2013    | Кубок мира       | Сингапур              | [ 27 ]        |
| 6     | 1:38.02 |    | Бобби Херли (23.47) Кристиан Шпренгер (25.97) Алисия Куттс (25.35) Кейт Кэмпбелл (23.23)         | Австралия                       | 5 ноября 2013    | Кубок мира       | Сингапур              | [ 28 ]        |
| 7     | 1:37.84 |    | Бобби Херли (23.46) Кристиан Шпренгер (25.91) Алисия Куттс (25.19) Кейт Кэмпбелл (23.28)         | Австралия                       | 9 ноября 2013    | Кубок мира       | Япония Токио          | [ 29 ]        |
| 8     | 1:37.63 | #  | Виталий Мельников (23.70) Юлия Ефимова (28.39) Светлана Чимрова (25.29) Владимир Морозов (20.25) | Россия                          | 13 декабря 2013  | Чемпионат Европы | Дания Хернинг         | [ 31 ]        |
| 9     | 1:37.17 |    | Юджин Годсо (22.88) Кевин Кордес (25.40) Клэр Донахью (25.28) Симона Мануэль (23.61)             | США                             | 21 декабря 2013  | Дуэль в бассейне | Великобритания Глазго | [ 32 ]        |
| 10    | 1:36.40 |    | Оливия Смолига (25.85) Майкл Эндрю (25.75) Келси Далия (24.71) Калеб Дрессел (20.09)             | США                             | 13 декабря 2018  | Чемпионат мира   | Китай Ханчжоу         | [ 33 ]        |
| 11    | 1:36.22 |    | Климент Колесников (22.67) Владимир Морозов (25.40) Арина Суркова (24.94) Мария Каменева (23.21) | Россия                          | 5 декабря 2019   | Чемпионат Европы | Великобритания Глазго | [ 34 ]        |
| 12    | 1:36.18 |    | Кира Туссен (25.99) Арно Камминга (25.54) Маайке де Ваард (24.50) Том де Бур (20.15)             | Нидерланды                      | 7 ноября 2021    | Чемпионат Европы | Россия Казань         | [ 35 ]        |
| 13    | 1:35.15 |    | Райан Мёрфи (22.37) Ник Финк (24.96) Кейт Дугласс (24.09) Торри Хаске (23.73)                    | США                             | 14 декабря 2022  | Чемпионат мира   | Австралия Мельбурн    | [ 36 ]        |

Примечания: # — рекорд ожидает ратификации в FINA;  
Рекорды в стадиях: к — квалификация; пф — полуфинал;  б — финал Б;  зв — заплыв на время.